# Яковлев, Анатолий Владимирович
Анатолий Владимирович Яковлев (1940—2022) — советский и российский математик, профессор СПбГУ, лауреат премии имени А. И. Мальцева.

## Биография
В 1961 году окончил математико-механический факультет Ленинградского государственного университета, затем продолжил обучение в аспирантуре.
С 1964 года вплоть до своей кончины работал там же, на кафедре высшей алгебры и теории чисел в должности ассистента, доцента, профессора. С 1992 по 2015 год — заведующий кафедрой.

## Научная деятельность
Руководитель Петербургского алгебраического семинара Д. К. Фаддеева.
Организатор Международных алгебраических конференций, посвященных памяти Д. К. Фаддеева в Санкт-Петербурге в 1997 и 2007 годах.
Докладчик на международных алгебраических конференциях за рубежом в 1998 и 2000 годах.
Принимал участие и руководил грантами РФФИ, гранта поддержки научных школ, грантов «Университеты России» и программы «Интеграция».
Заместитель председателя диссертационного совета по защите докторских и кандидатских диссертаций.
Автор около 100 работ.

## Награды
- Премия Санкт-Петербургского математического общества «Молодому математику» (1965)
- Премия имени А. И. Мальцева (2003) — За цикл работ «Прямые разложения абелевых групп и модулей»
- Медаль «Санкт-Петербургский государственный Университет» (2014)
- Грант Президента РФ для выдающихся ученых